# Вуйцин (Верушовський повіт)
Вуйцин (пол. Wójcin) — село в Польщі, у гміні Лубніце Верушовського повіту Лодзинського воєводства.
Населення — 975 осіб (2011).
У 1975-1998 роках село належало до Каліського воєводства.

## Демографія
Демографічна структура станом на 31 березня 2011 року:
|          | Загалом | Допрацездатний вік | Працездатний вік | Постпрацездатний вік |
| -------- | ------- | ------------------ | ---------------- | -------------------- |
| Чоловіки | 491     | 88                 | 358              | 45                   |
| Жінки    | 484     | 86                 | 269              | 129                  |
| Разом    | 975     | 174                | 627              | 174                  |